# أندرياس مونزر
كان أندرياس مونزر (25 أكتوبر 1964 - 14 مارس 1996) لاعب كمال أجسام نمساوي محترف، عُرف بمستويات الدهون المنخفضة للغاية في جسمه وكان هذه سبب في موته المبكر. وقد ظهر في مجلة فليكس مرتين ومجلة العضلات الدولية مرة واحدة.

## سيرته
كان مونزر معجبًا بزميله في كمال الأجسام النمساوي أرنولد شوارزنيجر. حاول تقليد شوارزنيجر، والتقى ببطله في مسابقة أرنولد كلاسيك في عام 1996. بينما كان يتنافس من أجل اللقب، استخدم مجموعة متنوعة من المواد المحسنة للأداء بما في ذلك كميات كبيرة من مدرات البول، ربما أدت تلك الأدوية إلى وفاته في عام 1996.
بعد أشهر من آلام المعدة، دخل مونزر إلى المستشفى صباح 12 مارس 1996. بحلول الساعة 7 مساءً، قرر الأطباءأجراء عملية جراحية له لوقف النزيف من معدته، لكنه أصيب بفشل في الكبد والكلية بعد ذلك بوقت قصير. كانت حالته في هذه المرحلة حرجة للغاية بالنسبة لنقل الدم له، وتوفي صباح يوم 14 مارس. كشف تشريح جثته أن سبب الوفاة على أنه فشل ضموري لعديد من أعضاء جسمه.
وكانت بعض نتائج تشريح الجثة، أظهرت أن اللياقة البدنية والعضلية كانت شديدة للغاية لدرجة غياب شبه كامل للدهون تحت الجلد مما أثر على الكبـد. وعُثر على أورام بحجم كرة تنس الطاولة (ونصف الكبد تحولت إلى قطعه متفتتة وتشبه مادة البوليستيرين وهي ماده تستتخدم في التعبئة والتغليف.) بالأضافة إلى ضآلة الخصيتين، وتضخم في القلب وتضخم القلب (حيث بلغوزن قلب مونزر 636 جرامًا؛ فيحين يبلغ وزن قلب الرجل الطبيعي عادةً 300-350 جرامًا).
عانى أيضًا من شرود الذهن اثناء الكلام وفقد التوازن وكانت مستويات البوتاسيوم مرتفعة للغاية. تم العثور على آثار لحوالي عشرين من الأدوية المختلفة، جنبا إلى جنب مع السمية الحادة (ربما بسبب المنشطات).أرسل شوارزنيجر اكليلا من الزهور ورسالة وداع له في ستيريا وهي مدينه تقع جنوب شرق النمسا حيث دفن.

## احصائيات تنافسية
الوزن: 239 رطلاً (108 كجم)
الذراعين: 21 بوصة (53 سم)
صدر: 58 بوصة (147 سم)

## التاريخ التنافسي
- 1986 البطولات الأوروبية للهواة (الوزن المتوسط) - السادس
- 1987 بطولة العالم للهواة 1987 (الوزن الثقيل) - المركز الثالث
- 1988 بطولة العالم للهواة 1988 (الوزن الثقيل) - المركز الثالث
- 1989 مستر أولمبيا - 13
- 1989 دورة الألعاب العالمية (الوزن الثقيل) - الأول
- 1990 أرنولد كلاسيك - الثالث
- 1990 الجائزة الكبرى الألمانية - المركز الثالث
- 1990 مستر أولمبيا - 9
- 1991 أرنولد كلاسيك - 9
- 1991 بطولة الرجل الحديدي لمحترفين مقصورة للمدعوين فقط - الثالث
- 1991 مستر أولمبيا - لم يحضر
- 1991 بطولة بيتسبرغ لمحترفين مقصورة للمدعوين فقط - الرابع
- 1993 أرنولد كلاسيك - السابع
- 1993 الجائزة الكبرى الألمانية (2) - 2
- 1993 الجائزة الكبرى الألمانية -الرابع
- 1993 ليلة الأبطال - الثانية
- 1993 مستر أولمبيا - 9
- 1994 أرنولد كلاسيك - الخامس
- 1994 مسابقة الجائزة الكبرى فرنسا - المركز الثامن
- 1994 الجائزة الكبرى الألمانية (2) - 5
- 1994 مستر أولمبيا - 9
- 1995 أرنولد كلاسيك- الرابع
- 1996 أرنولد كلاسيك - السادس
- 1996 بطولة سان خوسيه للمحترفين مقصورة للمدعوين فقط - السابع

## للاستزادة
- Robson، David (1 ديسمبر 2017). "Andreas Munzer - The Untold Story In An Interview With Nasser El Sonbaty!". bodybuilding.com. مؤرشف من الأصل في 2018-07-24. اطلع عليه بتاريخ 2018-07-24.

## روابط خارجية
- Münzer's competition history
- Video of Münzer على يوتيوب posing at the 1993 Mr Olympia competition; includes a brief interview
- Andreas Münzer Gallery
- http://www.findagrave.com/cgi-bin/fg.cgi?page=gr&GSmcid=46806670&GRid=64746222
- https://web.archive.org/web/20110209172751/http://www.hugenasser.com/interview/robson-interviews/part-six/